# Friedrich Cordemann (General)
Ernst Ludwig Friedrich Cordemann (* 15. Juni 1812 in Lauenau; † 18. April 1891 in Hannover) war ein preußischer Generalmajor.

## Leben

### Herkunft
Friedrich war ein Sohn des Kaufmanns Christian Friedrich Cordemann (* 1782) und dessen Ehefrau Wilhelmine, geborene Reinharth, eine Tochter des Oberförsters Just Georg Reinharth.

### Militärkarriere
Cordemann wurde von seinem Onkel, dem pensionierten Oberstleutnant Ernst Cordemann (1784–1833) erzogen, der mit der King’s German Legion in den Befreiungskriegen gekämpft hatte. Er besuchte verschiedene Schulen, darunter die Wehnersche Erziehungsanstalt in Wülfel und das Gymnasium in Hannover. Anschließend trat er am 21. September 1828 als Kadett in die Artillerie-Brigade der hannoverschen Armee ein, avancierte Ende Juli 1831 zum Sekondeleutnant und wurde am 1. Oktober 1836 in den Generalstab kommandiert. Am 13. Februar 1838 zum Premierleutnant befördert, wurde er am 1. Juni 1840 zum Generalstabsoffizier II. Klasse ernannt. Cordemann stieg Anfang Oktober 1848 zum Hauptmann auf und nahm während des Feldzuges gegen Dänemark an den Gefechten bei Sonderburg, Nübel, Bitschau, Ulderup und Düppel teil.
Nach dem Krieg wurde er am 27. Mai 1853 zum Kompaniechef ernannt, am 27. Mai 1856 zum Major und am 28. Mai 1863 zum Oberstleutnant und Chef des Generalstabs befördert. Er wurde am 17. Juni 1866 Oberst und erreichte im Krieg gegen Preußen mit der Armee in der Schlacht bei Langensalza einen Pyrrhussieg.
Nach der Annexion Hannovers durch Preußen wurde Cordemann am 9. März 1867 als Oberst in die Preußische Armee übernommen. Er kam in den Generalstab der Armee mit den Gebührnissen eines Abteilungschefs sowie den Pensionsanspruch eines Brigadekommandeurs aggregiert. Er konnte sich nicht an die Verhältnisse gewöhnen und nahm daher am 4. Februar 1868 seinen Abschied mit der Pension eines Brigadekommandeurs und der Erlaubnis zum Tragen seiner bisherige Uniform.
Während der Mobilmachung anlässlich des Krieges gegen Frankreich wurde er am 29. Juli 1870 zur Disposition gestellt und zum Etappeninspekteur des X. Armee-Korps ernannt. Er bekam am 14. Februar 1871 den Charakter als Generalmajor und wurde am 22. Juli 1871 mit der Wahrnehmung der Geschäfte als Kommandant von Nancy beauftragt. Bereits am 15. August 1871 wurde er wieder inaktiviert.
Er starb am 18. April 1891 in Hannover.

### Familie
Cordemann heiratete am 29. Juli 1843 Klara Louise Clausen († nach 1890). Das Paar hatte sechs Kinder, darunter die Tochter Thekla (1843–1925), die den Gendarmerieoffizier Otto von Petersdorff ehelichte.

## Werke
- Hrsg. G. Wolfram, Cordemann: Die hannoversche Armee und ihre Schicksale in und nach der Katastrophe von 1866. in Band 15 Quellen und Darstellungen zur Geschichte Niedersachsens. 1904.